# Kleine Ochsenwand
Le Kleine Ochsenwand est une montagne culminant à 2 553 m d'altitude dans les Alpes de Stubai.

## Géographie
Le Kleine Ochsenwand se situe dans le chaînon du Kalkkögel. Au sud se trouve le Große Ochsenwand et au nord-est, le Steingrubenkogel.

## Ascension
Le Kleine Ochsenwand est notamment connu des alpinistes pour sa via ferrata, partant du Schlickeralm, passant par le Große Ochsenwand et le Kleine Ochsenwand jusqu'à l'Alpenklubscharte (durée : environ cinq heures et demie). Un autre chemin d'ascension part du refuge Adolf-Pichler.